# ألفونسو لوبيز كاباييرو
ألفونسو لوبيز كاباييرو (بالإسبانية: Alfonso López Caballero) هو دبلوماسي واقتصادي وسياسي كولومبي، ولد في 17 أغسطس 1944 في بوغوتا في كولومبيا. حزبياً، نشط في الحزب الليبرالي الكولومبي. وقد انتخب وزير داخلية كولومبيا وانتخب سفير كولومبيا وانتخب عضو مجلس الشيوخ في كولومبيا.